# Bruce (kráter)

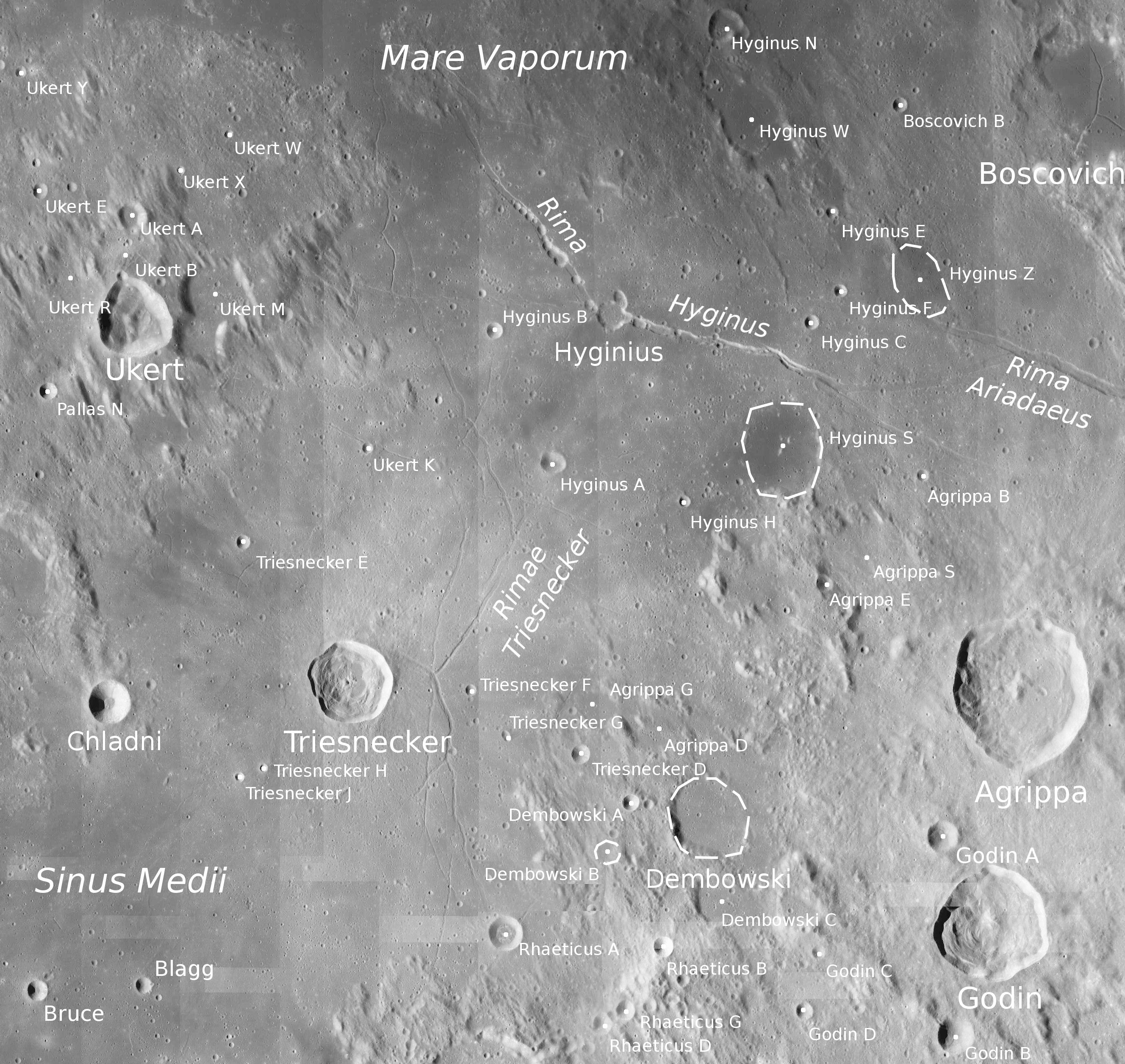
Kráter Bruce se nachází v levém spodním rohu fotografie.

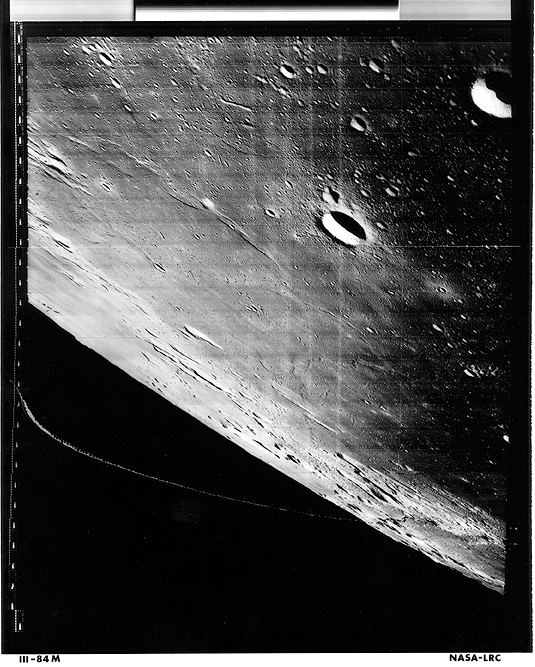
Kráter Bruce z pohledu sondy Lunar Orbiter 3.

Bruce je malý měsíční impaktní kráter nacházející se na přivrácené straně Měsíce poblíž nultého poledníku v Sinus Medii (Záliv středu). Má průměr 13,6 km, pojmenován je podle americké patronky astronomie Catherine Wolfe Bruce. Z tohoto kráteru je Země vidět v zenitu, ačkoliv se její poloha může mírně měnit kvůli libraci.
Východně od Bruce leží malý Blagg.

## Expedice
Americká sonda Surveyor 4 dopadla a sonda Surveyor 6 přistála v zálivu Sinus Medii západo-jihozápadně od kráteru Bruce.